# Franz Kopallik
Franz Kopallik (* 4. Jänner 1860 in Wien, Kaisertum Österreich; † 29. Jänner 1931 ebenda) war ein österreichischer Maler. Er arbeitete als Mittelschullehrer und ist vor allem für seine Aquarelle mit Wiener Stadtansichten bekannt.

## Leben
Franz Kopallik wurde als Sohn eines Finanzbeamten in der Leopoldstadt geboren. Die Schriftstellerin Auguste Groner und der Kirchenhistoriker Joseph Kopallik waren seine Geschwister. Eine weitere Schwester, Marianne Kopallik, führte ihm später den Haushalt. Franz Kopallik besuchte wie sein älterer Bruder Joseph das Akademische Gymnasium. Er machte anschließend von 1878 bis 1884 eine Ausbildung zum Lehrer für Zeichnen und Darstellende Geometrie an der Wiener Kunstgewerbeschule. Dort gehörte der Maler Michael Rieser zu seinen Lehrern. Eine Reise führte Kopallik 1882 nach Oberitalien.
Er arbeitete sechs Jahre lang als Assistent und Supplent an verschiedenen Wiener Mittelschulen, darunter an der Währinger Realschule. Danach wechselte er zuerst als Supplent, dann als regulärer Lehrer an das Döblinger Gymnasium, wo er bis zu seiner Pensionierung tätig war. Die unterrichtsfreie Zeit nutzte Franz Kopallik zum Malen. Nicht nur seitens des Kaiserhauses, des Hochadels und der Stadt Wien bestand eine große Nachfrage nach seinen künstlerischen Arbeiten. Im Auftrag von Fürst Franz von Liechtenstein, damals österreichisch-ungarischer Botschafter, besuchte er 1898 das Russische Kaiserreich. Während des Ersten Weltkriegs organisierte Kopallik für das Rote Kreuz Verwundetentransporte durch Schüler des Döblinger Gymnasiums. Er hatte umfassende Kenntnisse der Architektur und Geschichte Wiens sowie der Kostüm- und Waffenkunde. Als Lehrer ging er 1919 in den Ruhestand.
Franz Kopallik starb 1931 wenige Wochen nach seinem 71. Geburtstag.

## Werk

Ausgewählte Werke von Franz Kopallik
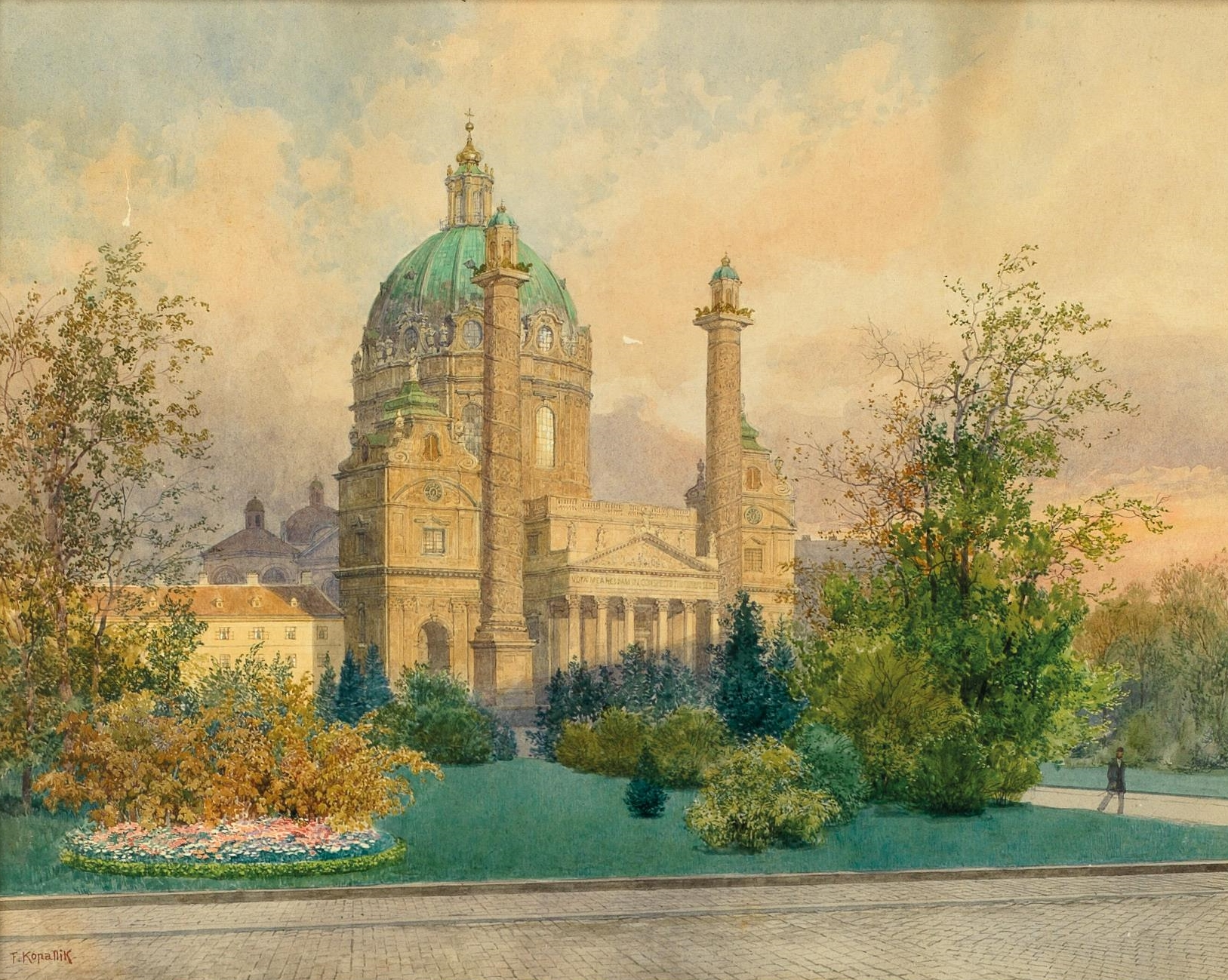
Karlskirche in Wien
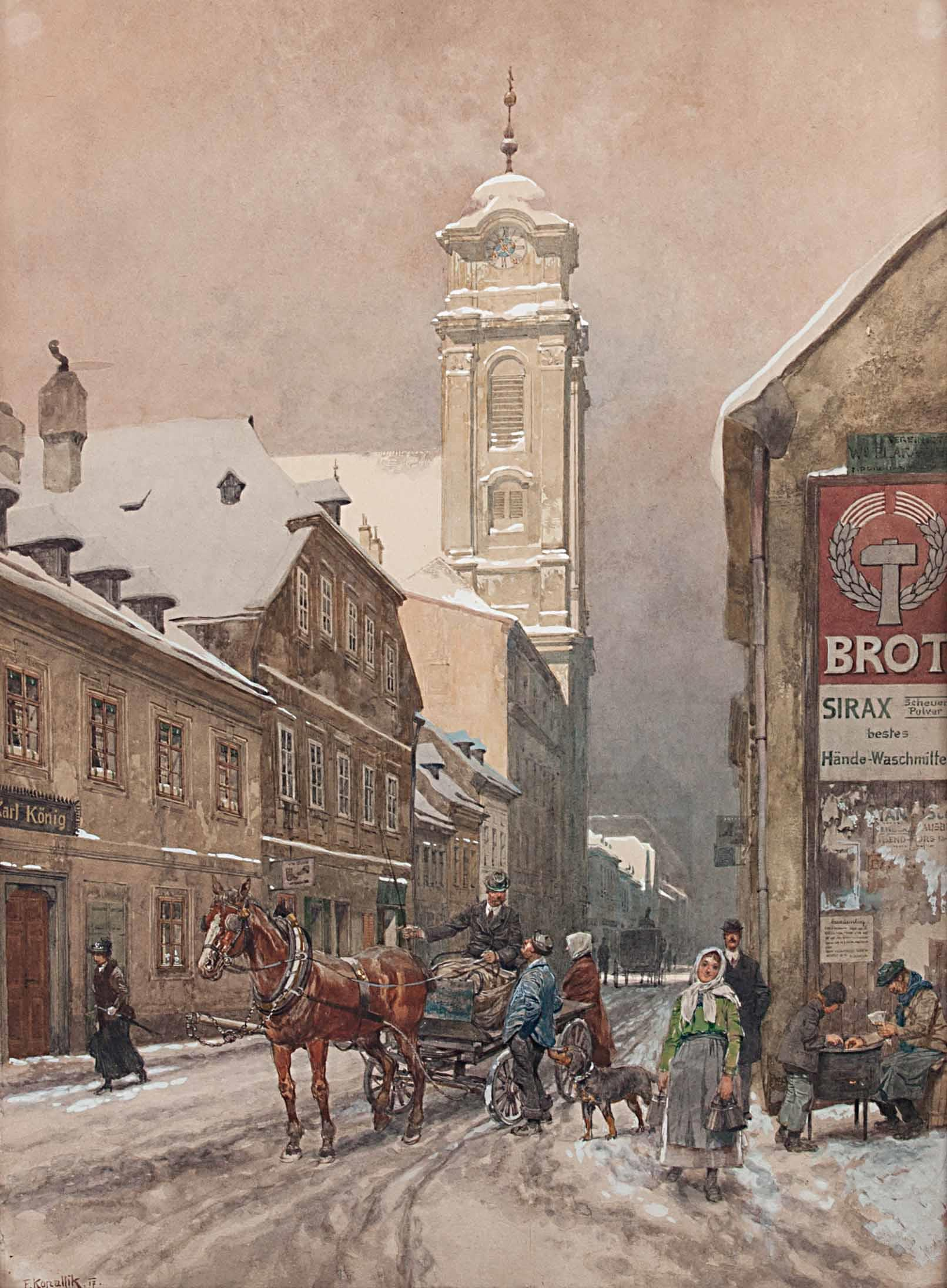
Ulrichskirche in Wien
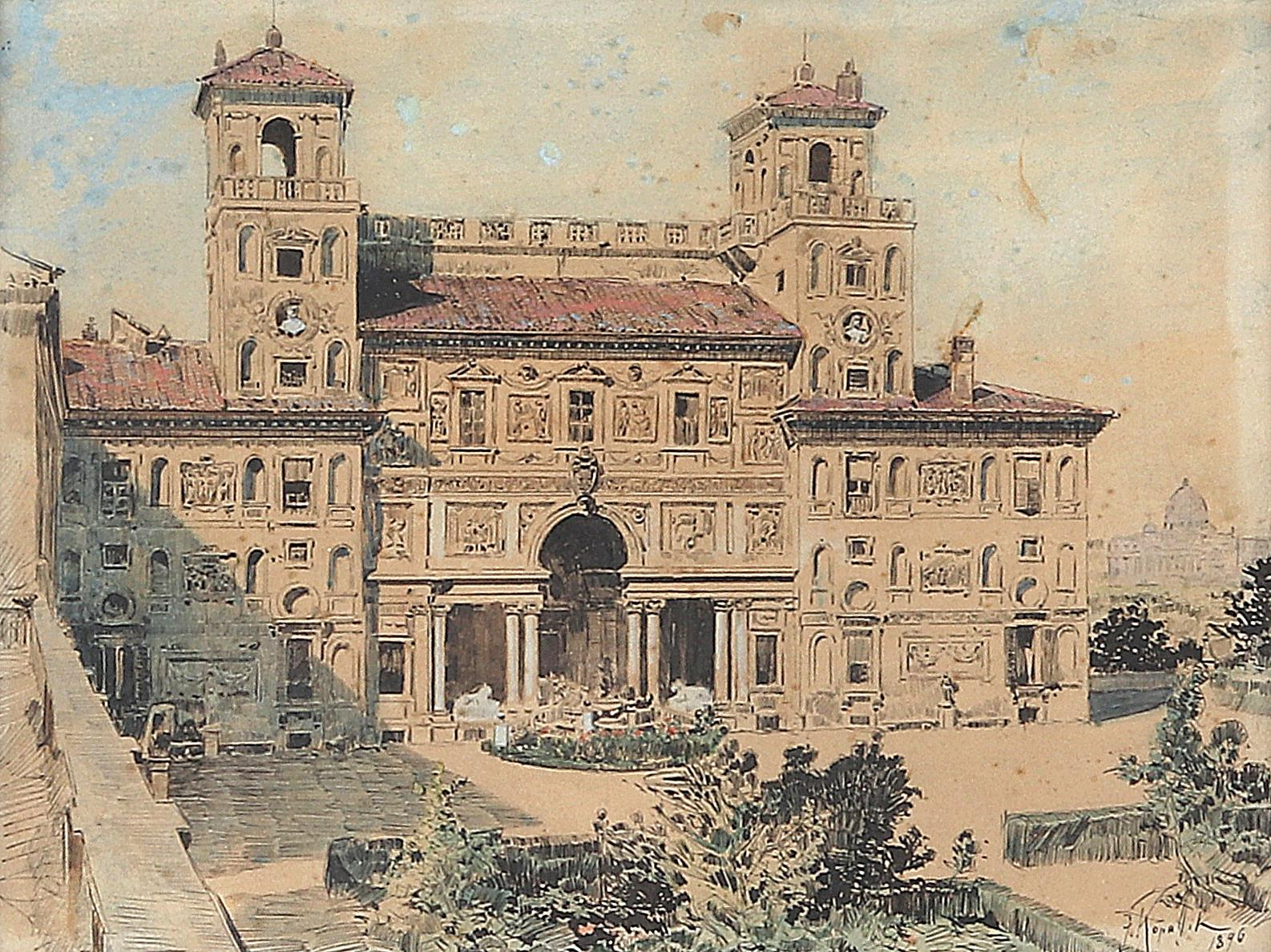
Villa Medici in Rom
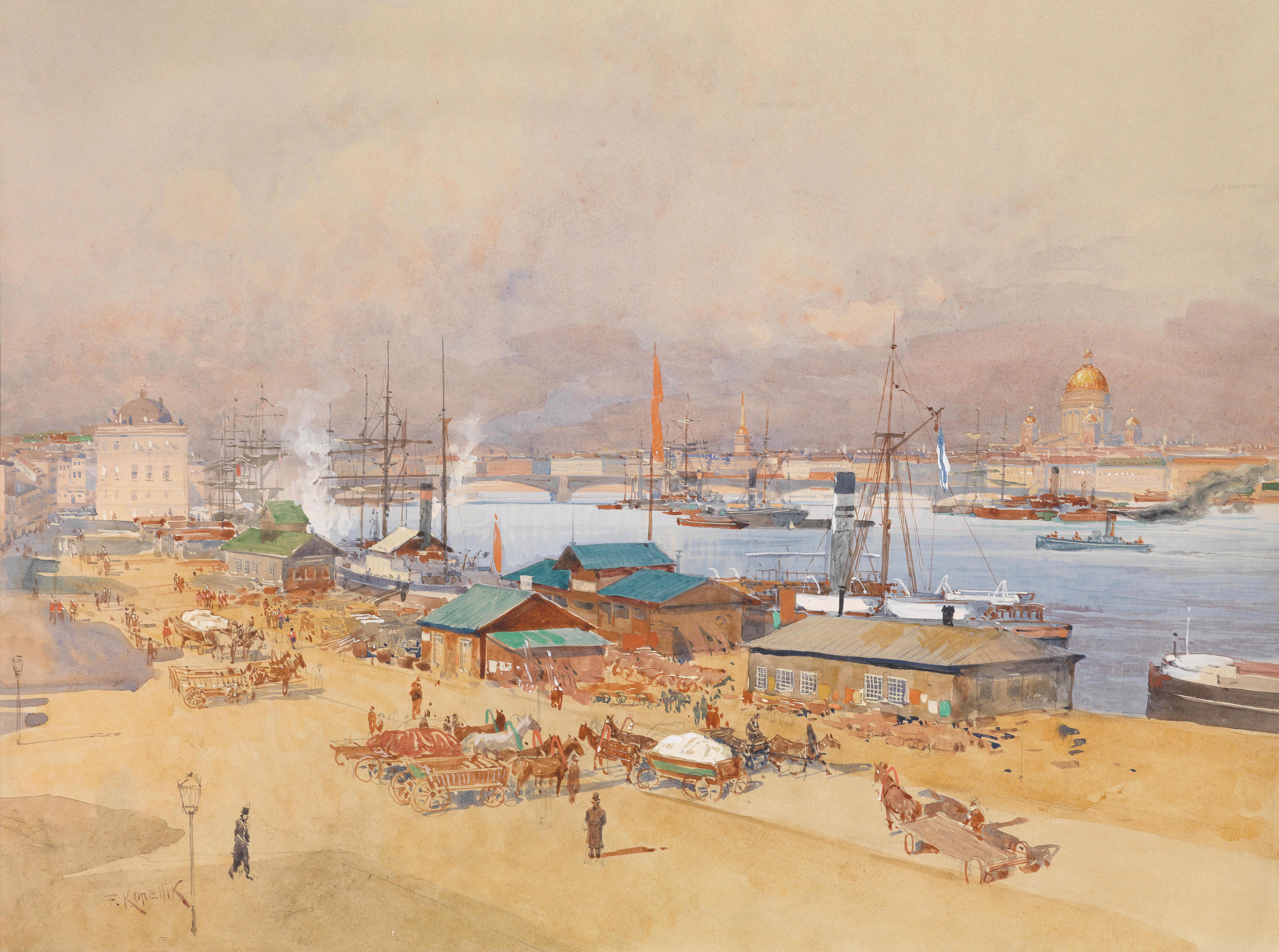
Newski-Prospekt, Newa und Isaakskathedrale in Sankt Petersburg
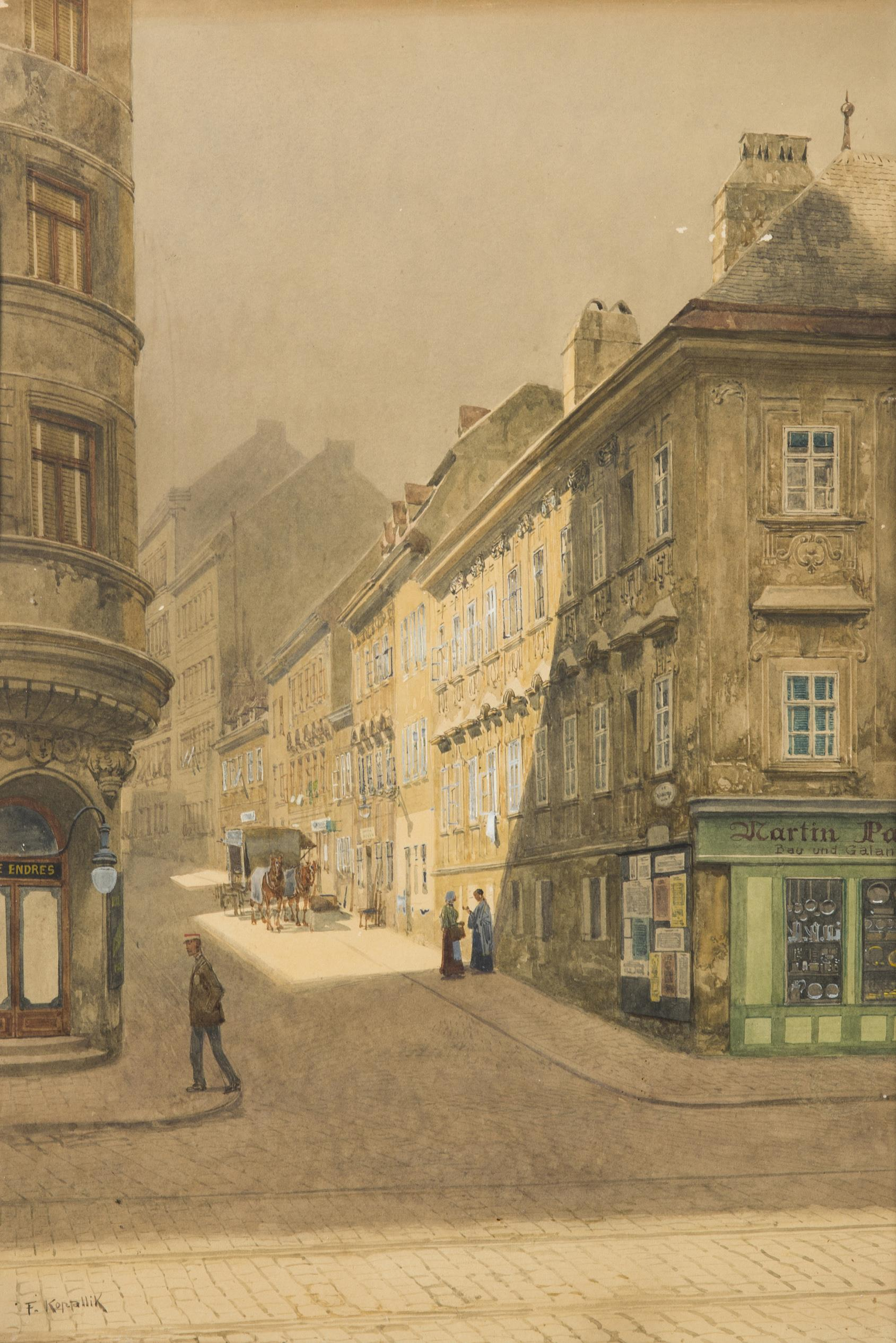
Ein Motiv aus Wien
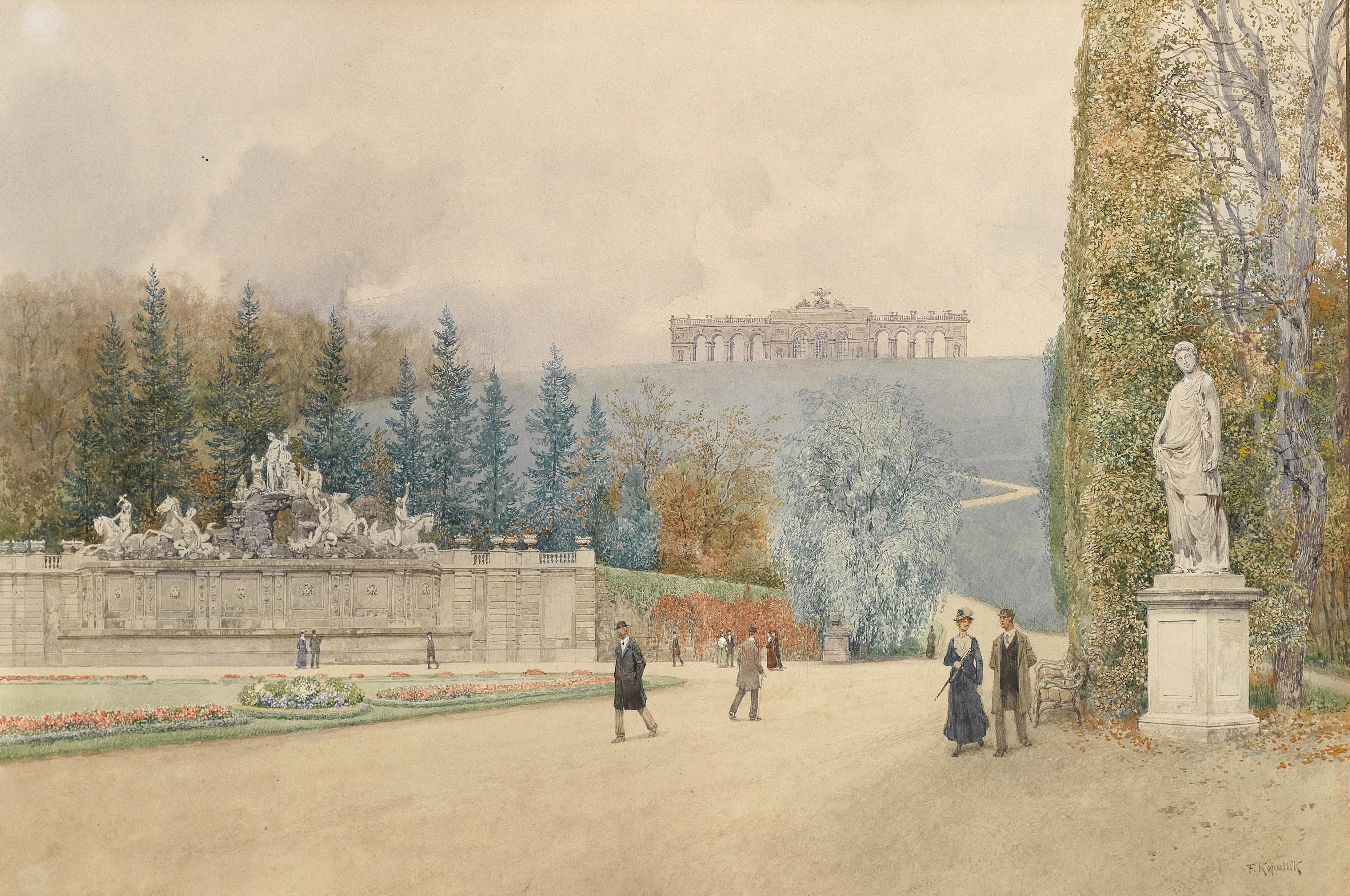
Parterre im Schönbrunner Schlosspark in Wien

Franz Kopallik begann als Schöpfer von Historien- und Kirchengemälden. Für eine Kirche in Cres malte er ein Altarbild. Er wandte sich bald Aquarellen von Architektur und Landschaften zu. Kopallik gehörte neben Rudolf von Alt, Emil Hütter, Richard Moser, Erwin Pendl und Franz Poledne zu jenen Malern, die ein sentimentales Bild von „Alt-Wien“ prägten. Allein die Wiener Capistrankanzel malte er über siebzig Mal.
Die Stadt Wien vergab mehrmals Aufträge an ihn, beispielsweise für ein Bild des Stephansdoms für das Kriegsschiff SMS Wien. Das Wien Museum besitzt rund einhundert seiner Blätter. Im Privateigentum von Kaiser Franz Joseph befand sich ein Kopallik-Gemälde des Philipphofs. Erzherzogin Maria Theresia nannte eine Ansicht des Innenraums des Alten Burgtheaters ihr eigen und Erzherzog Ludwig Viktor besaß eine Olmütz-Vedute. Weitere bekannte Bilder von Kopallik stellten beispielsweise das Arbeitszimmer von Kaiser Franz Joseph, den Chor der Lichtentaler Pfarrkirche, das Schubert-Geburtshaus, die Neustiftgasse, die Burg Alt-Teuffenbach und das Schloss Persenbeug dar. Bei seinem Russland-Aufenthalt malte er Motive in Sankt Petersburg, Moskau, Zarskoje Selo, Oranienburg und im Großfürstentum Finnland. Er illustrierte das 1892 erschienene Buch Aus unserer Vaterstadt, das seine Schwester Auguste Groner verfasste, mit 50 Bildern zur Stadterweiterung Wiens. Für die Münchner Wochenschrift Fliegende Blätter stellte er 1918 zwölf Kalenderbilder her.
Franz Kopallik war seit 1890 Mitglied der Genossenschaft der bildenden Künstler Wiens und war auf deren Jahresausstellungen vertreten. Ferner waren Arbeiten von ihm auf der Pariser Weltausstellung von 1900, der Mailänder Weltausstellung von 1906 und der Wiener Jagdausstellung von 1910 zu sehen.

## Ehrungen und Erinnerungsorte
- Bei der Mailänder Weltausstellung von 1906 erhielt Franz Kopallik eine Goldene Medaille.[3]
- Für seine im Ruhestand als Lehrer erworbenen Verdienste wurde ihm 1927 der Titel Studienrat verliehen.[8]
- Franz Kopalliks Grabstätte am Döblinger Friedhof (Gruppe 36, Reihe 4, Nummer 5) ist ein ehrenhalber gewidmetes Grab der Stadt Wien.[9]
- Nach ihm wurde 1957 die Kopallikgasse in Wien-Siebenhirten benannt.[10]
- An seinem Wohn- und Sterbehaus in der Döblinger Hauptstraße 40 in Oberdöbling ließ das Bezirksmuseum Döbling 1973 eine Gedenktafel anbringen.[11]

## Schriften
- Der arme Karlsplatz. In: Österreichs Illustrierte Zeitung. Heft 22, 27. Februar 1910, S. 569 (Digitalisat).
- Als ich im Winterpalais malte. Eine Künstlererinnerung an das kaiserliche Rußland. In: Neues Wiener Journal. 2. Januar 1931, S. 8 (Digitalisat).